# Yes!
Yes! es el quinto álbum de estudio del compositor y cantante estadounidense Jason Mraz, en colaboración con el grupo Raining Jane, el cual fue lanzado el 15 de julio de 2014 por Atlantic Records.

"Love someone" es el primer sencillo del disco. Fue lanzado el 19 de mayo de 2014, el mismo día que se informó acerca de la fecha de lanzamiento del álbum.

Mraz, se ha encargado de promocionar el álbum a través de videos, en los cuales muestra el proceso creativo de este en conjunto a las integrantes de Raining Jane.

## Lista de canciones
| N.º | Título                                     | Escritor(es)                     | Duración |  |
| 1.  | «Rise»                                     | TBA                              | 1:29     |  |
| 2.  | «Love someone»                             | TBA                              | 4:16     |  |
| 3.  | «Hello, you beautiful thing»               | TBA                              | 3:34     |  |
| 4.  | «Long Drive»                               | TBA                              | 3:50     |  |
| 5.  | «Everywhere»                               | TBA                              | 3:24     |  |
| 6.  | «Best Friend»                              | TBA                              | 3:19     |  |
| 7.  | «Quiet»                                    | TBA                              | 4:18     |  |
| 8.  | «Out of my hands»                          | TBA                              | 3:26     |  |
| 9.  | «It's so hard to say goodbye to yesterday» | Freddie Perren, Christine Yarian | 2:58     |  |
| 10. | «3 Things»                                 | TBA                              | 2:54     |  |
| 11. | «You can rely on me»                       | TBA                              | 3:43     |  |
| 12. | «Back to the Earth»                        | TBA                              | 3:46     |  |
| 13. | «A world with you»                         | TBA                              | 4:39     |  |
| 14. | «Shine»                                    | TBA                              | 6:04     |  |